# Миле Павичић
Миле Павичић (Сребреница, 12. септембар 1899 - Београд, 16. новембар 1948) је био генерал-мајор ЈНА.

## Биографија
Прије Другог свјетског рата био је официр у Југословенској војсци. Приступио је НОВЈ 1941. године. Током рата био је наставник Официрске школе при Врховном штабу, референт у одсјеку Врховног штаба за војне власти у позадини, војни инструктор Штаба 1. босанског корпуса, референт за војно ваздухопловство при Врховном штабу, командант I ваздухопловне базе, и члан војне мисије у СССР. Послије рата је заменик команданта ваздухопловства Југословенске армије. Одликован Орденом партизанске звијезде са сребрним вијенцем, и др.